# Trogus edwardsii
Trogus edwardsii är en stekelart som beskrevs av Cresson 1877. Trogus edwardsii ingår i släktet Trogus och familjen brokparasitsteklar. Inga underarter finns listade i Catalogue of Life.